# Olympische Winterspiele 2018/Teilnehmer (Südkorea)
| Gelbes Symbol für Goldmedaillen mit stilisierten Olympischen Ringen | Graues Symbol für Silbermedaillen mit stilisierten Olympischen Ringen | Braundes Symbol für Bronzemedaillen mit stilisierten Olympischen Ringen |
| ------------------------------------------------------------------- | --------------------------------------------------------------------- | ----------------------------------------------------------------------- |
| 5                                                                   | 8                                                                     | 4                                                                       |

Südkorea nahm an den Olympischen Winterspielen 2018 mit 123 Athleten in allen 15 Disziplinen teil, davon 45 Männer und 78 Frauen. Mit fünf Gold-, acht Silber- und vier Bronzemedaillen wurde Südkorea siebter im Medaillenspiegel.
Zusammen mit Nordkorea stellte Südkorea eine gemeinsame Frauenmannschaft im Eishockey. Diese startete als eigene Delegation.

## Medaillen

### Medaillenspiegel
| Rang   | Sportart       | G | S | B | Gesamt |
| ------ | -------------- | - | - | - | ------ |
| 1      | Shorttrack     | 3 | 1 | 2 | 6      |
| 2      | Eisschnelllauf | 1 | 4 | 2 | 7      |
| 3      | Skeleton       | 1 | — | — | 1      |
| 4      | Bobsport       | — | 1 | — | 1      |
| 4      | Curling        | — | 1 | — | 1      |
| 4      | Snowboard      | — | 1 | — | 1      |
| Gesamt | Gesamt         | 5 | 8 | 4 | 17     |

## Teilnehmer nach Sportarten

### Biathlon
| Athleten                                                  | Wettbewerbe        | Zeit        | Fehler          | Rang |
| --------------------------------------------------------- | ------------------ | ----------- | --------------- | ---- |
| Männer                                                    |                    |             |                 |      |
| Timofei Lapschin                                          | 10 km Sprint       | 24:22,6 min | 1 (0+1)         | 16   |
| Timofei Lapschin                                          | 12,5 km Verfolgung | 35:50,7 min | 4 (1+0+2+1)     | 22   |
| Timofei Lapschin                                          | 15 km Massenstart  | 38:07,4 min | 1 (0+1+0+0)     | 25   |
| Timofei Lapschin                                          | 20 km Einzel       | 50:28,6 min | 1 (0+1+0+0)     | 20   |
| Frauen                                                    |                    |             |                 |      |
| Jekaterina Awwakumowa                                     | 7,5 km Sprint      | 26:24,9 min | 6 (3+3)         | 87   |
| Jekaterina Awwakumowa                                     | 15 km Einzel       | 44:25,3 min | 1 (0+0+1+0)     | 16   |
| Anna Frolina                                              | 7,5 km Sprint      | 22:56,9 min | 3 (2+1)         | 32   |
| Anna Frolina                                              | 10 km Verfolgung   | 36:14,2 min | 8 (1+2+2+3)     | 50   |
| Anna Frolina                                              | 15 km Einzel       | 47:50,4 min | 5 (1+0+1+3)     | 61   |
| Jung Ju-mi                                                | 15 km Einzel       | 53:32,8 min | 6 (2+2+0+2)     | 78   |
| Ko Eun-jung                                               | 7,5 km Sprint      | 25:12,1 min | 2 (1+1)         | 78   |
| Mun Ji-hee                                                | 7,5 km Sprint      | 25:26,6 min | 6 (2+4)         | 82   |
| Mun Ji-hee                                                | 15 km Einzel       | 50:21,5 min | 7 (0+3+2+2)     | 78   |
| Anna Frolina Jekaterina Awwakumowa Mun Ji-hee Ko Eun-jung | 4 × 6 km Staffel   | 1:20:20,6 h | 6+16 (0+5 6+11) | 18   |

### Bob
| Athleten                                              | Wettbewerb | Lauf 1  | Lauf 1 | Lauf 2  | Lauf 2 | Lauf 3  | Lauf 3 | Lauf 4  | Lauf 4 | Gesamt      | Gesamt |
| Athleten                                              | Wettbewerb | Zeit    | Rang   | Zeit    | Rang   | Zeit    | Rang   | Zeit    | Rang   | Zeit        | Rang   |
| ----------------------------------------------------- | ---------- | ------- | ------ | ------- | ------ | ------- | ------ | ------- | ------ | ----------- | ------ |
| Männer                                                |            |         |        |         |        |         |        |         |        |             |        |
| Won Yun-jong Seo Young-woo                            | Zweierbob  | 49,50 s | 11     | 49,39 s | 3      | 49,15 s | 5      | 49,36 s | 5      | 3:17,40 min | 6      |
| Won Yun-jong Jun Jung-lin Kim Dong-hyun Seo Young-woo | Viererbob  | 48,65 s | 2      | 49,19 s | 4      | 48,89 s | 3      | 49,65 s | 10     | 3:16,38 min | Silber |
| Frauen                                                |            |         |        |         |        |         |        |         |        |             |        |
| Kim Yoo-ran Kim Min-seong                             | Zweierbob  | 51,24 s | 15     | 51,20 s | 11     | 51,32 s | 13     | 51,55 s | 17     | 3:25,31 min | 14     |

### Curling
| Wettbewerb  | Frauen | Männer | Mixed-Doubles |
| ----------- | --- | --- | --- |
| Athleten    | Kim Eun-jung Kim Kyeong-ae Kim Seon-yeong Kim Yeong-mi Kim Cho-hi                                                                                     | Kim Chang-min Seong Se-hyeon Oh Eun-su Lee Ki-bok Kim Min-chan                                                                   | Jang Hye-ji Lee Ki-jeong                                                                                               |
| Vorrunde    | Kanada 8:6 Japan 5:7 Schweiz 7:5 Großbritannien 7:4 China 12:5 Schweden 7:6 Vereinigte Staaten 9:6 Olympische Athleten aus Russland 11:2 Dänemark 9:3 | Vereinigte Staaten 7:11 Schweden 2:7 Norwegen 5:7 Kanada 6:7 Großbritannien 11:5 Dänemark 8:9 Italien 8:6 Schweiz 8:7 Japan 10:4 | Finnland 9:4 China 7:8 Norwegen 3:8 Vereinigte Staaten 9:1 Olympische Athleten aus Russland 5:6 Schweiz 4:6 Kanada 3:8 |
| Halbfinale  | Japan 8:7 | ausgeschieden | ausgeschieden |
| Finale      | Schweden 3:8 | ausgeschieden | ausgeschieden |
| Platzierung | Silber | 7. Platz | 5. Platz |

### Eishockey
| Wettbewerb                 | Männer |
| -------------------------- | --- |
| Athleten                   | Ahn Jin-hui Cho Hyung-gon Cho Min-ho Matt Dalton Jeon Jung-woo Kim Ki-sung Kim Sang-wook Kim Won-jun Kim Won-jung Lee Don-ku Lee Young-jun Oh Hyon-ho Park Jin-kyu Park Kye-hoon Park Sung-je Park Woo-sang Alex Plante Brock Radunske Eric Regan Seo Yeong-jun Shin Sang-hoon Shin Sang-woo Michael Swift Mike Testwuide Bryan Young |
| Vorrunde                   | Tschechien 1:2 (1:2, 0:0, 0:0) Schweiz 0:8 (0:1, 0:2, 0:5) Kanada 0:4 (0:1, 0:1, 0:2) |
| Viertelfinal-Qualifikation | Finnland 2:5 (0:1, 2:2, 0:2) |
| Platzierung                | 12. Platz |

### Eiskunstlauf
| Athleten                                                                     | Wettbewerbe | Kurzprogramm/-tanz | Kurzprogramm/-tanz | Kür/Kürtanz        | Kür/Kürtanz        | Gesamt | Gesamt |
| Athleten                                                                     | Wettbewerbe | Punkte             | Rang               | Punkte             | Rang               | Punkte | Rang   |
| ---------------------------------------------------------------------------- | ----------- | ------------------ | ------------------ | ------------------ | ------------------ | ------ | ------ |
| Männer                                                                       |             |                    |                    |                    |                    |        |        |
| Cha Jun-hwan                                                                 | Einzel      | 83,43              | 16                 | 165,16             | 14                 | 248,59 | 15     |
| Frauen                                                                       |             |                    |                    |                    |                    |        |        |
| Choi Da-bin                                                                  | Einzel      | 67,77              | 8                  | 131,49             | 8                  | 199,26 | 7      |
| Kim Ha-nul                                                                   | Einzel      | 54,33              | 21                 | 121,38             | 10                 | 175,71 | 13     |
| Mixed                                                                        |             |                    |                    |                    |                    |        |        |
| Kim Kyu-eun Alex Kam                                                         | Paarlauf    | 42,93              | 22                 | Kür nicht erreicht | Kür nicht erreicht | 42,93  | 22     |
| Yura Min Alexander Gamelin                                                   | Eistanz     | 61,22              | 16                 | 86,52              | 19                 | 147,74 | 18     |
| Cha Jun-hwan Choi Da-bin Kim Kyu-eun & Alex Kam Yura Min & Alexander Gamelin | Mannschaft  | 13                 | 9                  | Kür nicht erreicht | Kür nicht erreicht | 13     | 9      |

### Eisschnelllauf
| Athleten        | Wettbewerbe | Zeit         | Rang   |
| --------------- | ----------- | ------------ | ------ |
| Männer          |             |              |        |
| Cha Min-kyu     | 500 m       | 34,42 s      | Silber |
| Cha Min-kyu     | 1000 m      | 1:09,27 min  | 12     |
| Kim Tae-yun     | 1000 m      | 1:08,22 min  | Bronze |
| Mo Tae-bum      | 500 m       | 35,154 s     | 16     |
| Kim Jun-ho      | 500 m       | 35,01 s      | 12     |
| Chung Jae-woong | 1000 m      | 1:09,43 min  | 13     |
| Joo Hyong-jun   | 1500 m      | 1:46,65 min  | 17     |
| Kim Min-seok    | 1500 m      | 1:44,93 min  | Bronze |
| Lee Seung-hoon  | 5000 m      | 6:14,15 min  | 5      |
| Lee Seung-hoon  | 10.000 m    | 12:55,54 min | 4      |
| Frauen          |             |              |        |
| Kim Hyun-yung   | 500 m       | 38,251 s     | 12     |
| Kim Hyun-yung   | 1000 m      | 1:16,366 min | 18     |
| Kim Min-sun     | 500 m       | 38,534 s     | 16     |
| Lee Sang-hwa    | 500 m       | 37,33 s      | Silber |
| Park Seung-hi   | 1000 m      | 1:16,11 min  | 16     |
| Kim Bo-reum     | 3000 m      | 4:12,79 min  | 18     |
| Noh Seon-yeong  | 1500 m      | 1:58,75 min  | 14     |

| Athleten       | Wettbewerbe | Halbfinale | Halbfinale | Finale        | Finale        | Rang   |
| Athleten       | Wettbewerbe | Punkte     | Rang       | Punkte        | Rang          | Rang   |
| -------------- | ----------- | ---------- | ---------- | ------------- | ------------- | ------ |
| Männer         |             |            |            |               |               |        |
| Chung Jae-won  | Massenstart | 5          | 6          | 1             | 8             | 8      |
| Lee Seung-hoon | Massenstart | 5          | 6          | 60            | 1             | Gold   |
| Frauen         |             |            |            |               |               |        |
| Kim Bo-reum    | Massenstart | 4          | 6          | 40            | 2             | Silber |
| Park Ji-woo    | Massenstart | 1          | 9          | ausgeschieden | ausgeschieden | 17     |

| Athleten                                  | Wettbewerbe    | Viertelfinale | Viertelfinale | Halbfinale | Halbfinale  | Finale A-D      | Finale A-D  | Rang   |
| Athleten                                  | Wettbewerbe    | Gegner        | Zeit          | Gegner     | Zeit        | Gegner          | Zeit        | Rang   |
| ----------------------------------------- | -------------- | ------------- | ------------- | ---------- | ----------- | --------------- | ----------- | ------ |
| Männer                                    |                |               |               |            |             |                 |             |        |
| Chung Jae-won Kim Min-seok Lee Seung-hoon | Teamverfolgung | Italien       | 3:39,29 min   | Neuseeland | 3:38,82 min | Norwegen        | 3:37,32 min | Silber |
| Frauen                                    |                |               |               |            |             |                 |             |        |
| Kim Bo-reum Noh Seon-yeong Park Ji-woo    | Teamverfolgung | Niederlande   | 3:03,76 min   | –          | –           | D-Finale: Polen | 3:07,30 min | 8      |

### Freestyle-Skiing
| Athleten       | Wettbewerbe | Qualifikation | Qualifikation | Finale        | Finale        | Rang |
| Athleten       | Wettbewerbe | Punkte        | Rang          | Punkte        | Rang          | Rang |
| -------------- | ----------- | ------------- | ------------- | ------------- | ------------- | ---- |
| Frauen         |             |               |               |               |               |      |
| Kim Kyoung-eun | Aerials     | 44,20         | 19            | ausgeschieden | ausgeschieden | 25   |
| Seo Jee-won    | Buckelpiste | 68,46         | 14            | ausgeschieden | ausgeschieden | 24   |
| Seo Jung-hwa   | Buckelpiste | 71,58         | 6             | 72,31         | 14            | 14   |
| Lee Mee-hyun   | Slopestyle  | 72,80         | 13            | ausgeschieden | ausgeschieden | 13   |
| Jang Yu-jin    | Halfpipe    | 64,40         | 18            | ausgeschieden | ausgeschieden | 18   |
| Männer         |             |               |               |               |               |      |
| Choi Jae-woo   | Buckelpiste | 81,23         | 1             | DNF           | DNF           | 12   |
| Kim Ji-hyon    | Buckelpiste | 69,85         | 17            | ausgeschieden | ausgeschieden | 27   |
| Seo Myung-joon | Buckelpiste | 69,51         | 18            | ausgeschieden | ausgeschieden | 28   |
| Lee Kang-bok   | Halfpipe    | 13,00         | 27            | ausgeschieden | ausgeschieden | 27   |

### Nordische Kombination
| Athleten   | Wettbewerb              | Skispringen | Skispringen | Langlauf    | Langlauf | Rang |
| Athleten   | Wettbewerb              | Punkte      | Rang        | Zeit        | Rang     | Rang |
| ---------- | ----------------------- | ----------- | ----------- | ----------- | -------- | ---- |
| Männer     |                         |             |             |             |          |      |
| Park Je-un | Gundersen Normalschanze | 73,3        | 42          | 30:56,5 min | 46       | 46   |
| Park Je-un | Gundersen Großschanze   | 60,4        | 48          | 31:28,8 min | 45       | 47   |

### Rennrodeln
| Athlet                                                 | Wettbewerb   | Lauf 1       | Lauf 1 | Lauf 2   | Lauf 2 | Lauf 3   | Lauf 3 | Lauf 4        | Lauf 4        | Gesamt       | Gesamt |
| Athlet                                                 | Wettbewerb   | Zeit         | Rang   | Zeit     | Rang   | Zeit     | Rang   | Zeit          | Rang          | Zeit         | Rang   |
| ------------------------------------------------------ | ------------ | ------------ | ------ | -------- | ------ | -------- | ------ | ------------- | ------------- | ------------ | ------ |
| Männer                                                 |              |              |        |          |        |          |        |               |               |              |        |
| Lim Nam-kyu                                            | Einsitzer    | 49,461 s     | 31     | 48,591 s | 28     | 48,620 s | 29     | ausgeschieden | ausgeschieden | 2:26,672 min | 30     |
| Cho Jung-myung Park Jin-yong                           | Doppelsitzer | 46,396 s     | 10     | 46,276 s | 8      | –        | –      | –             | –             | 1:32,672 min | 9      |
| Frauen                                                 |              |              |        |          |        |          |        |               |               |              |        |
| Aileen Frisch                                          | Einsitzer    | 46,350 s     | 5      | 46,456 s | 9      | 46,751 s | 13     | 46,843 s      | 11            | 3:06,400 min | 8      |
| Sung Eun-ryung                                         | Einsitzer    | 46,918 s     | 18     | 46,851 s | 20     | 47,205 s | 18     | 47,276 s      | 18            | 3:08,250 min | 18     |
| Mixed                                                  |              |              |        |          |        |          |        |               |               |              |        |
| Aileen Frisch Lim Nam-kyu Cho Jung-myung Park Jin-yong | Teamstaffel  | 2:26,543 min | 9      | –        | –      | –        | –      | –             | –             | 2:26,543 min | 9      |

### Shorttrack
| Athlet                                                         | Wettbewerb     | Vorlauf       | Vorlauf | Viertelfinale | Viertelfinale | Halbfinale        | Halbfinale    | Finale                     | Finale                     | Gesamt        |
| Athlet                                                         | Wettbewerb     | Zeit          | Rang    | Zeit          | Rang          | Zeit              | Rang          | Zeit                       | Rang                       | Rang          |
| -------------------------------------------------------------- | -------------- | ------------- | ------- | ------------- | ------------- | ----------------- | ------------- | -------------------------- | -------------------------- | ------------- |
| Männer                                                         |                |               |         |               |               |                   |               |                            |                            |               |
| Hwang Dae-heon                                                 | 500 m          | 40,758 s      | 1       | 40,861 s      | 2             | 40,108 s          | 1             | 39,854 s                   | 2                          | Silber        |
| Hwang Dae-heon                                                 | 1500 m         | 2:15,561 min  | 1       | −             | −             | 2:11,469 min      | 2             | DNF                        | DNF                        | 7             |
| Lim Hyo-jun                                                    | 500 m          | 40,418 s      | 1       | 40,400 s      | 1             | 40,132 s          | 2             | 39,919 s                   | 3                          | Bronze        |
| Lim Hyo-jun                                                    | 1000 m         | 1:23,971 min  | 1       | 1:24,095 min  | 1             | 1:26,463 min      | 1             | 1:33,312 min               | 4                          | 4             |
| Lim Hyo-jun                                                    | 1500 m         | 2:13,891 min  | 1       | −             | −             | 2:11,389 min      | 1             | 2:10,485 min (OR)          | 1                          | Gold          |
| Seo Yi-ra                                                      | 500 m          | 40,438 s      | 1       | 1:17,779 min  | 4             | ausgeschieden     | ausgeschieden | ausgeschieden              | ausgeschieden              | ausgeschieden |
| Seo Yi-ra                                                      | 1000 m         | 1:24,734 min  | 2       | 1:24,053 min  | 1             | 1:24,252 min      | 2             | 1:31,619 min               | 3                          | Bronze        |
| Seo Yi-ra                                                      | 1500 m         | 2:18,750 min  | 1       | −             | −             | 2:11,126 min      | 3             | 2:26,346 min               | 2                          | 9             |
| Hwang Dae-heon Kim Do-kyoum Kwak Yoon-gy Lim Hyo-jun Seo Yi-ra | 5000-m-Staffel | −             | −       | −             | −             | 6:34,510 min (OR) | 1             | 6:42,118 min               | 4                          | 4             |
| Frauen                                                         |                |               |         |               |               |                   |               |                            |                            |               |
| Choi Min-jeong                                                 | 500 m          | 42,870 s (OR) | 1       | 42,996 s      | 2             | 42,442 s (OR)     | 1             | DSQ                        | DSQ                        | 5             |
| Choi Min-jeong                                                 | 1000 m         | 1:31,190 min  | 1       | 1:30,940 min  | 1             | 1:31,131 min      | 3             | 1:42,434 min               | 4                          | 4             |
| Choi Min-jeong                                                 | 1500 m         | 2:24,595 min  | 1       | −             | −             | 2:22,295 min      | 1             | 2:24,948 min               | 1                          | Gold          |
| Kim A-lang                                                     | 500 m          | 43,724 s      | 3       | ausgeschieden | ausgeschieden | ausgeschieden     | ausgeschieden | ausgeschieden              | ausgeschieden              | ausgeschieden |
| Kim A-lang                                                     | 1000 m         | 1:30,459 min  | 1       | 1:30,137 min  | 2             | 1:29,212 min      | 3             | B-Finale nicht ausgetragen | B-Finale nicht ausgetragen | 5             |
| Kim A-lang                                                     | 1500 m         | 2:20,891 min  | 1       | −             | −             | 2:22,691 min      | 1             | 2:25,941 min               | 4                          | 4             |
| Shim Suk-hee                                                   | 500 m          | 43,048 s      | 3       | ausgeschieden | ausgeschieden | ausgeschieden     | ausgeschieden | ausgeschieden              | ausgeschieden              | ausgeschieden |
| Shim Suk-hee                                                   | 1000 m         | 1:34,940 min  | 1       | 1:29,159 min  | 1             | 1:30,974 min      | 2             | DSQ                        | DSQ                        | 6             |
| Shim Suk-hee                                                   | 1500 m         | 2:39,984 min  | 3       | −             | −             | ausgeschieden     | ausgeschieden | ausgeschieden              | ausgeschieden              | ausgeschieden |
| Choi Min-jeong Kim Ye-jin Kim A-lang Lee Yu-bin Shim Suk-hee   | 3000-m-Staffel | −             | −       | −             | −             | 4:06,387 min (OR) | 1             | 4:07,361 min               | 1                          | Gold          |

### Skeleton
| Athlet       | Lauf 1  | Lauf 1 | Lauf 2  | Lauf 2 | Lauf 3  | Lauf 3 | Lauf 4  | Lauf 4 | Gesamt      | Gesamt |
| Athlet       | Zeit    | Rang   | Zeit    | Rang   | Zeit    | Rang   | Zeit    | Rang   | Zeit        | Rang   |
| ------------ | ------- | ------ | ------- | ------ | ------- | ------ | ------- | ------ | ----------- | ------ |
| Männer       |         |        |         |        |         |        |         |        |             |        |
| Kim Ji-soo   | 50,80 s | 4      | 50,86 s | 6      | 50,51 s | 4      | 50,81 s | 6      | 3:22,98 min | 6      |
| Yun Sung-bin | 50,28 s | 1      | 50,07 s | 1      | 50,18 s | 1      | 50,02 s | 1      | 3:20,55 min | Gold   |
| Frauen       |         |        |         |        |         |        |         |        |             |        |
| Sophia Jeong | 52,47 s | 13     | 52,67 s | 15     | 52,47 s | 15     | 52,28 s | 12     | 3:29,89 min | 15     |

### Ski Alpin
| Athleten       | Wettbewerbe  | 1. Lauf     | 2. Lauf       | Gesamt        | Gesamt        |
| Athleten       | Wettbewerbe  | Zeit        | Zeit          | Zeit          | Rang          |
| -------------- | ------------ | ----------- | ------------- | ------------- | ------------- |
| Männer         |              |             |               |               |               |
| Jung Dong-hyun | Riesenslalom | DNF         | ausgeschieden | ausgeschieden | ausgeschieden |
| Jung Dong-hyun | Slalom       | 51,79 s     | 53,28 s       | 1:45,07 min   | 27            |
| Kim Dong-woo   | Abfahrt      | −           | −             | 1:47,99 min   | 48            |
| Kim Dong-woo   | Super-G      | −           | −             | 1:31,64 min   | 44            |
| Kim Dong-woo   | Riesenslalom | 1:14,49 min | 1:15,56 min   | 2:30,05 min   | 39            |
| Kim Dong-woo   | Slalom       | DNF         | ausgeschieden | ausgeschieden | ausgeschieden |
| Kim Dong-woo   | Kombination  | 1:24,02 min | 53,02 s       | 2:17,04 min   | 33            |
| Frauen         |              |             |               |               |               |
| Gim So-hui     | Riesenslalom | 1:19,13 min | 1:16,24 min   | 2:35,37 min   | 45            |
| Gim So-hui     | Slalom       | DNF         | ausgeschieden | ausgeschieden | ausgeschieden |
| Kang Young-seo | Riesenslalom | 1:19,67 min | 1:17,39 min   | 2:37,06 min   | 47            |
| Kang Young-seo | Slalom       | DNF         | ausgeschieden | ausgeschieden | ausgeschieden |

| Mixed                                                 |                         |            |     |               |               |               |               |               |               |               |
| Gim So-hui Kang Young-seo Jung Dong-hyun Kim Dong-woo | Riesenslalom Mannschaft | Österreich | 0:4 | ausgeschieden | ausgeschieden | ausgeschieden | ausgeschieden | ausgeschieden | ausgeschieden | ausgeschieden |

### Skilanglauf
| Athleten     | Wettbewerbe     | Zeit        | Rang       |
| ------------ | --------------- | ----------- | ---------- |
| Männer       |                 |             |            |
| Kim Magnus   | 15 km Freistil  | 36:39,0 min | 45         |
| Kim Magnus   | 50 km klassisch | 2:24:14,0 h | 47         |
| Kim Eun-ho   | 15 km Freistil  | 39:07,9 min | 85         |
| Kim Eun-ho   | 30 km Skiathlon | überrundet  | überrundet |
| Kim Eun-ho   | 50 km klassisch | überrundet  | überrundet |
| Frauen       |                 |             |            |
| Ju Hye-ri    | 10 km Freistil  | 31:27,1 min | 79         |
| Lee Chae-won | 10 km Freistil  | 28:37,5 min | 51         |
| Lee Chae-won | 15 km Skiathlon | 46:44,5 min | 57         |

| Athleten               | Wettbewerbe      | Qualifikation | Qualifikation | Viertelfinale | Viertelfinale | Halbfinale    | Halbfinale    | Finale        | Finale        | Rang |
| Athleten               | Wettbewerbe      | Zeit          | Rang          | Zeit          | Rang          | Zeit          | Rang          | Zeit          | Rang          | Rang |
| ---------------------- | ---------------- | ------------- | ------------- | ------------- | ------------- | ------------- | ------------- | ------------- | ------------- | ---- |
| Männer                 |                  |               |               |               |               |               |               |               |               |      |
| Kim Magnus             | Sprint klassisch | 3:22,36 min   | 50            | ausgeschieden | ausgeschieden | ausgeschieden | ausgeschieden | ausgeschieden | ausgeschieden | 49   |
| Kim Magnus Kim Eun-ho  | Teamsprint       | −             | −             | −             | −             | 17:56,71 min  | 13            | ausgeschieden | ausgeschieden | 26   |
| Frauen                 |                  |               |               |               |               |               |               |               |               |      |
| Ju Hye-ri              | Sprint klassisch | 4:11,92 min   | 67            | ausgeschieden | ausgeschieden | ausgeschieden | ausgeschieden | ausgeschieden | ausgeschieden | 67   |
| Lee Chae-won Ju Hye-ri | Teamsprint       | −             | −             | −             | −             | 19:19,17 min  | 11            | ausgeschieden | ausgeschieden | 21   |

### Skispringen
| Athleten     | Wettbewerbe   | Qualifikation | Qualifikation | Qualifikation | 1. Durchgang  | 1. Durchgang  | 1. Durchgang  | 2. Durchgang  | 2. Durchgang  | 2. Durchgang  | Gesamt        | Gesamt        |
| Athleten     | Wettbewerbe   | Weite         | Punkte        | Rang          | Weite         | Punkte        | Rang          | Weite         | Punkte        | Rang          | Punkte        | Rang          |
| ------------ | ------------- | ------------- | ------------- | ------------- | ------------- | ------------- | ------------- | ------------- | ------------- | ------------- | ------------- | ------------- |
| Frauen       |               |               |               |               |               |               |               |               |               |               |               |               |
| Park Guy-lim | Normalschanze | −             | −             | −             | 56,0 m        | 14,2          | 35            | ausgeschieden | ausgeschieden | ausgeschieden | 14,2          | 35            |
| Männer       |               |               |               |               |               |               |               |               |               |               |               |               |
| Choi Seou    | Normalschanze | 89,0 m        | 94,7          | 39            | 93,5 m        | 83,9          | 41            | ausgeschieden | ausgeschieden | ausgeschieden | 83,9          | 41            |
| Choi Seou    | Großschanze   | 114,5 m       | 73,5          | 46            | 114,0 m       | 93,2          | 45            | ausgeschieden | ausgeschieden | ausgeschieden | 93,2          | 45            |
| Kim Hyun-ki  | Normalschanze | 84,0 m        | 83,1          | 52            | ausgeschieden | ausgeschieden | ausgeschieden | ausgeschieden | ausgeschieden | ausgeschieden | ausgeschieden | ausgeschieden |
| Kim Hyun-ki  | Großschanze   | 101,5 m       | 46,4          | 56            | ausgeschieden | ausgeschieden | ausgeschieden | ausgeschieden | ausgeschieden | ausgeschieden | ausgeschieden | ausgeschieden |

### Snowboard
| Athleten      | Wettbewerbe | Qualifikation | Qualifikation | Finale        | Finale        | Rang |
| Athleten      | Wettbewerbe | Punkte        | Rang          | Punkte        | Rang          | Rang |
| ------------- | ----------- | ------------- | ------------- | ------------- | ------------- | ---- |
| Männer        |             |               |               |               |               |      |
| Lee Min-sik   | Big Air     | 72,25         | 14            | ausgeschieden | ausgeschieden | 27   |
| Lee Min-sik   | Slopestyle  | DNS           | DNS           | DNS           | DNS           | DNS  |
| Kim Ho-jun    | Halfpipe    | 54,50         | 24            | ausgeschieden | ausgeschieden | 24   |
| Kweon Lee-jun | Halfpipe    | 62,75         | 21            | ausgeschieden | ausgeschieden | 21   |
| Lee Kwang-ki  | Halfpipe    | 75,00         | 14            | ausgeschieden | ausgeschieden | 14   |
| Frauen        |             |               |               |               |               |      |
| Kwon Su-noo   | Halfpipe    | 35,00         | 20            | ausgeschieden | ausgeschieden | 20   |

| Athleten      | Wettbewerbe           | Qualifikation | Qualifikation | Achtelfinale  | Achtelfinale  | Viertelfinale | Viertelfinale | Halbfinale    | Halbfinale    | Finale/Platz 3 | Finale/Platz 3 | Rang   |
| Athleten      | Wettbewerbe           | Gegner        | Zeit          | Gegner        | Zeit          | Gegner        | Zeit          | Gegner        | Zeit          | Gegner         | Zeit           | Rang   |
| ------------- | --------------------- | ------------- | ------------- | ------------- | ------------- | ------------- | ------------- | ------------- | ------------- | -------------- | -------------- | ------ |
| Männer        |                       |               |               |               |               |               |               |               |               |                |                |        |
| Choi Bo-gun   | Parallel-Riesenslalom | 1:26,78 min   | 26            | ausgeschieden | ausgeschieden | ausgeschieden | ausgeschieden | ausgeschieden | ausgeschieden | ausgeschieden  | ausgeschieden  | 26     |
| Kim Sang-kyum | Parallel-Riesenslalom | 1:25,88 min   | 15            | Košir         | +1,14 s       | ausgeschieden | ausgeschieden | ausgeschieden | ausgeschieden | ausgeschieden  | ausgeschieden  | 15     |
| Lee Sang-ho   | Parallel-Riesenslalom | 1:25,06 min   | 3             | Sarsembajew   | −0,54 s       | Karl          | −0,94 s       | Košir         | −0,01 s       | Galmarini      | +0,43 s        | Silber |
| Frauen        |                       |               |               |               |               |               |               |               |               |                |                |        |
| Jeong Hae-rim | Parallel-Riesenslalom | 1:34,11 min   | 20            | ausgeschieden | ausgeschieden | ausgeschieden | ausgeschieden | ausgeschieden | ausgeschieden | ausgeschieden  | ausgeschieden  | 20     |
| Shin Da-hae   | Parallel-Riesenslalom | 1:36,04 min   | 25            | ausgeschieden | ausgeschieden | ausgeschieden | ausgeschieden | ausgeschieden | ausgeschieden | ausgeschieden  | ausgeschieden  | 25     |